# Жукова Алла Євгенівна
Жукова Алла Євгенівна (11 березня 1925, Київ, УРСР — 3 січня 2016, Київ, Україна) — український кінознавець. Кандидат мистецтвознавства (1953). Лауреат премії Спілки кінематографістів УРСР (1978).
Народилася 1925 року в Києві в родині службовця. Закінчила філологічний факультет Київського державного університету ім. Т. Г. Шевченка (1949) та аспірантуру Інституту мистецтвознавства, фольклористики та етнології ім. М. Т. Рильського НАН України (1952). Була старшим науковим співробітником відділу кінознавства (1952–1984).

## Наукова діяльність
Захистила кандидатську дисертацію «Творчість народного артиста СРСР Амвросія Бучми в українському радянському кіно» (1953).
Друкується з 1953 р.
Автор книжок:
- «Українське радянське кіномистецтво. 1930–1941» (К., 1959, у співавт.),
- «Українська кінопанорама» (К., 1972, у співавт.),
- «Образ комуніста на екрані» (К., 1975),
- «Кинематографическая жизнь столицы Советской Украины» (К., 1983, у співавт. з Г. Журовим),
- «Соціальна активність героя в українському радянському кіно» (К., 1984),
- розділів до «Истории советского кино» (М., 1973 і 1978),
- «Історії українського радянського кіно» (К., 1986 і 1987).

Виступає із статтями з питань кіномистецтва у збірниках «Мистецтво екрана», «У вінок Михайла Коцюбинського», «Режисери і фільми сучасного українського кіно», «Коліївщина», «Увага! В кінозалі — діти», на сторінках всесоюзної та республіканської преси, у різних енциклопедичних виданнях. Нагороджена медалями. Лауреат премії СКУ (1978). Член Національної спілки кінематографістів України.